# آرامگاه فارست لان مموریال پارک (هالیوود هیلز)

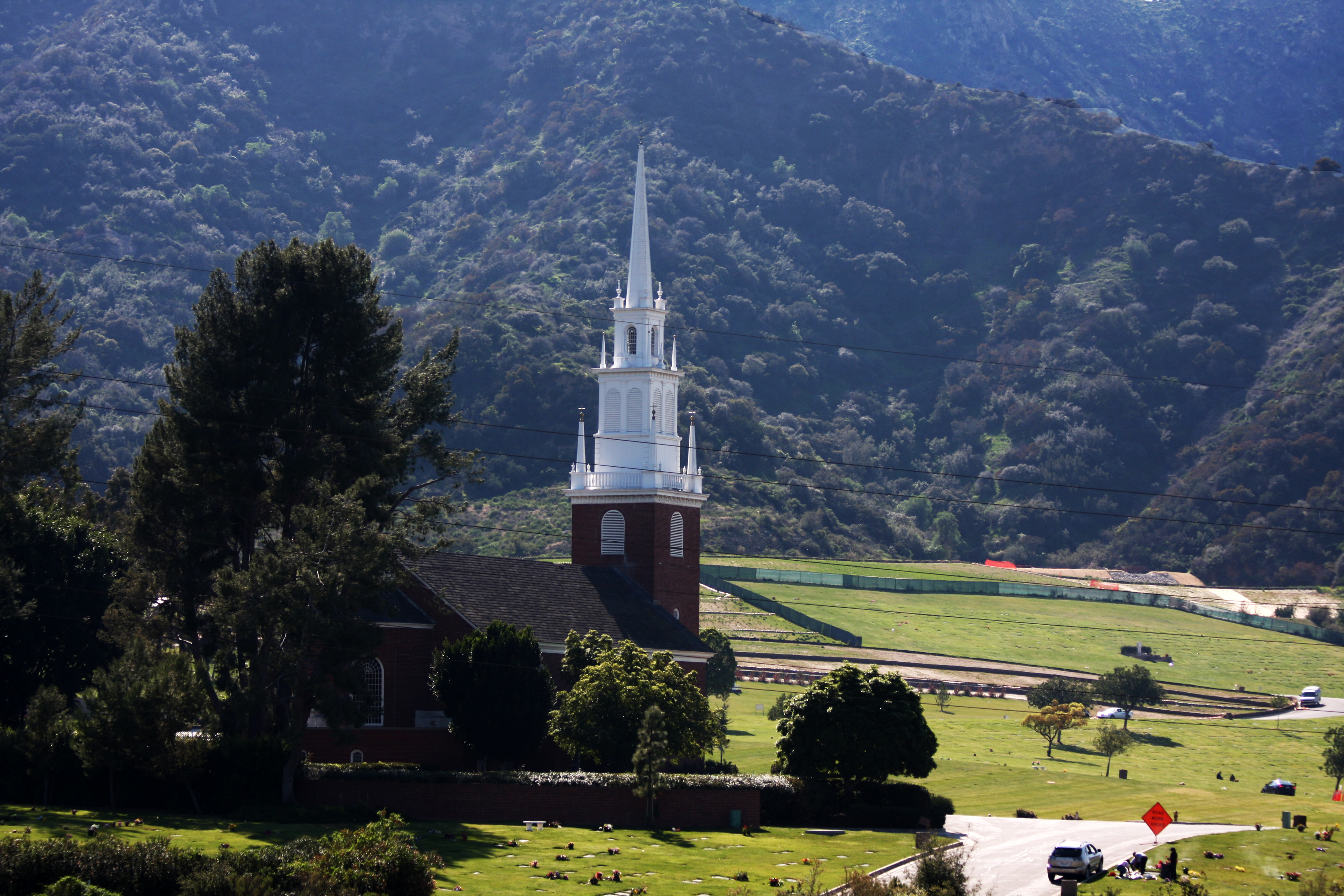
فارست لان مموریال پارک

فارست لان مموریال پارک در هالیوود هیلز گورستانی است که در منطقهٔ هالیوود هیلز در شهر لس آنجلس در ایالت کالیفرنیا قرار دارد. این گورستان، توسط یک شرکت خصوصی به نام «فارست لان گروپ» مدیریت و اداره می‌شود که صاحب چندین گورستان زنجیره‌ای در جنوب کالیفرنیاست.